# James Quinn
Pour les articles homonymes, voir Jimmy Quinn.
James F. "Jimmy" Quinn, né le 9 septembre 1906 et mort le 12 juillet 2004, était un athlète américain, vainqueur du 4 × 100 m aux Jeux olympiques d'Amsterdam.

## Palmarès

### Jeux olympiques d'été
- Jeux olympiques d'été de 1928 à Amsterdam ( Pays-Bas)
  -  Médaille d'or en relais 4 × 100 m